# ISO 3166-2:PL
ISO 3166-2:PL è uno standard ISO che definisce i codici geografici della Polonia ed è un sottogruppo del codice ISO 3166-2.
Tali codici sono stati assegnati ai sedici voivodati del paese e sono formati dalla sigla PL-, seguita da due cifre.

## Lista dei codici
| Codice | Voivodato             |
| ------ | --------------------- |
| PL-02  | Bassa Slesia          |
| PL-04  | Cuiavia-Pomerania     |
| PL-06  | Lublino               |
| PL-08  | Lubusz                |
| PL-10  | Łódź                  |
| PL-12  | Piccola Polonia       |
| PL-14  | Masovia               |
| PL-16  | Opole                 |
| PL-18  | Precarpazia           |
| PL-20  | Podlachia             |
| PL-22  | Pomerania             |
| PL-24  | Slesia                |
| PL-26  | Santacroce            |
| PL-28  | Varmia-Masuria        |
| PL-30  | Grande Polonia        |
| PL-32  | Pomerania Occidentale |

## Codici non più in uso
| Codice | Voivodato             |
| ------ | --------------------- |
| PL-DS  | Bassa Slesia          |
| PL-KP  | Cuiavia-Pomerania     |
| PL-LU  | Lublino               |
| PL-LB  | Lubusz                |
| PL-LD  | Łódź                  |
| PL-MA  | Piccola Polonia       |
| PL-MZ  | Masovia               |
| PL-OP  | Opole                 |
| PL-PK  | Precarpazia           |
| PL-PD  | Podlachia             |
| PL-PM  | Pomerania             |
| PL-SL  | Slesia                |
| PL-SK  | Santacroce            |
| PL-WN  | Varmia-Masuria        |
| PL-WP  | Grande Polonia        |
| PL-ZP  | Pomerania Occidentale |